# Loweria heteropa
Loweria heteropa là một loài bướm đêm trong họ Geometridae.